# 기형적 노동자국가
기형적 노동자국가(영어: Deformed workers' state)는 혁명으로 인해 자본가 계급이 붕괴됐지만, 노동자에 의한 생산 수단 통제가 이루어지지 않는 상태를 가리킨다. 해당 상태의 경우, 국가 산업 통제는 당 또는 관리들에 의해 이루어진다. 트로츠키주의에 따르면, 이러한 형태의 정체(政體)는 프롤레타리아 독재에 해당되지 않는다. 따라서, '기형적 노동자 국가론' 형태를 공산주의로의 이행 과정이 아니며, 사회주의 과정으로 나아가는 관료적 집산주의의 한 형태에 불과하다고 주장한다.
현대에 와서 트로츠키주의자들이 기형적 노동자국가를 해석하는 관점은 각 조직마다 크게 다르지만 대체적으로 중화인민공화국을 기형적 노동자국가라고 지목하고 있다.

## 역사
1951년 제4인터내셔널 제3차 국제 대회에서 정식 이론으로 채택되었으며, 레프 트로츠키의 '타락한 노동자 국가론'의 이론적 기초 위에서 형성되었다. 이들은 이후 자본주의 사회에서의 사회주의 혁명보다는 소비에트 연방 내에 존재하는 노동자 대중에 의한 대규모 정치혁명을 통하여 관료주의적 유사 프롤레타리아 독재를 종식시키고 '건강한 노동자 국가'로 회복하는 것에 중점을 두었다. 이들은 소비에트 연방의 정치·경제 기반을 '스탈린주의적 관료제'라 칭하였다.

## 타락한 노동자 국가론과의 관계
타락한 노동자 국가는 혁명의 주체인 노동자 집단의 타락으로부터 탄생하였으며, 사실상 노동자 집단이 관료 자본가 계급으로 변질되면서 국가자본주의 흐름으로 국가를 운영하는 상태에 해당한다. 반면, 기형적 노동자 국가는 해당 사회구성체의 경제·역사·정치적 조건과 사회주의로의 이행이라는 역사적 성찰과는 상관이 없이, 반자본주의자들에 의한 개혁적 쿠데타 또는 혁명으로 인해 형성된 국가이다. 따라서 전자는 타락한 노동자(자본가적 관료주의자)들에 의한 자본주의적 통치 ― 대표적으로 소비에트 연방 ― 이고, 후자는 반자본주의 성향의 급진주의자들에 의한 공산주의적 통치 ― 조선민주주의인민공화국·중화인민공화국·베트남 등의 공산주의국가나 구 버마, 이집트 등과 같은 비자본주의권 ― 로 분류된다. 즉, 엄밀히 말하자면 둘 다 '노동자국가'에 해당하는 것은 사실이며, 타락한 노동자 집단에 의해 '자본주의로의 복귀'라는 위험성을 지니고 있다는 것이다. 이는 정통 트로츠키주의자들인 제4인터내셔널의 경우는 1951년부터 해당 입장을 지지하고 있으며, 무산계급에 의한 대중 운동을 통하여 해당 국가를 '건강한 노동자 국가'로 바꿀 수 있다고 보고 있다. 반면, 신트로츠키주의 국제 단체인 국제 사회주의자 경향이나 '제4인터내셔널연맹'의 경우는 기형적 노동자 국가론의 특징을 타락한 노동자 국가론에 추가했으며, 타락한 노동자 국가는 혁명부터 왜곡된 노동 계급에 의한 혁명이며, 국가자본주의의 한 형태에 불과하다고 주장한다. 따라서 이들 신트로츠키주의자들은, 모든 현실사회주의권의 붕괴를 주장하기도 하였다.

## 같이 보기
- 국가자본주의
- 소비에트 연방
- 타락한 노동자 국가론